# Světový pohár v biatlonu 2015/2016 – Ruhpolding 1
4. podnik Světového poháru v biatlonu v sezóně 2015/16 se měl konat od 7. do 10. ledna 2015 v německém Oberhofu. Na programu podniku byly závody ve sprintech, stíhací závody a závody s hromadným startem.
Dne 22. prosince 2015 rozhodla Mezinárodní biatlonová unie (IBU), že tyto závody budou z důvodu nedostatku sněhu a velmi vysokých teplot zrušeny. Později pak představitelé IBU rozhodli, že se tyto závody přesunou do Ruhpoldingu, kde se tedy v tomto roce jely dva podniky světového poháru: od 8. do 10. ledna tento přesunutý z Oberhofu a od 13. do 17. ledna původně plánovaný.

## Program závodů
Oficiální program:
| Datum     | Disciplína                       | Začátek (SEČ) | Počet závodníků |
| --------- | -------------------------------- | ------------- | --------------- |
| 8. ledna  | Sprint (muži)                    | 11:45         | 102             |
| 8. ledna  | Sprint (ženy)                    | 14:30         | 97              |
| 9. ledna  | Stíhací závod (muži)             | 12:45         | 60              |
| 9. ledna  | Stíhací závod (ženy)             | 15:15         | 58              |
| 10. ledna | Závod s hromadným startem (muži) | 12:15         | 30              |
| 10. ledna | Závod s hromadným startem (ženy) | 14:45         | 30              |

## Průběh závodů

### Sprinty
Poprvé v historii využila česká reprezentace možnosti nasadit do závodu šest závodníků: kromě těch, kteří startovali už v roce 2015, se na startu objevil i nadějný junior Adam Václavík, který však udělal na střelnici tři chyby a skončil až 72. Naopak se dařilo Michalu Šlesingrovi, který zastřílel čistě a dojel osmý. Chybu na střelnici neudělal ani Michal Krčmář, který obsadil 12. místo, což bylo jeho zatím nejlepší umístění v závodech světového poháru. Jen o jednu příčku horší byl Ondřej Moravec, který při střelbě vleže netrefil jeden terč. Poprvé v sezoně se tak tři čeští závodníci dostali do první patnáctky a ukázali tím zlepšení oproti nepřesvědčivým výsledkům v dosavadních závodech tohoto ročníku. Závod ovládli Norové, kteří v pořadí Johannes Bø, Tarjei Bø a Emil Hegle Svendsen obsadili stupně vítězů.
Do sprintu žen nastupovala Gabriela Soukalová se žlutým startovním číslem vedoucí závodnice světového poháru. V leže střílela čistě, ale při odjezdu ze střelnice už poněkolikáté v sezoně ztratila hůlku a musela se vracet; přesto průběžně vedla. I vstoje zasáhla všechny terče, a přestože jí v posledním kole docházely síly, dokázala si udržet náskok až do cíle. O několik pozic za ní však startovala Němka Franziska Hildebrandová, které běžela poslední kolo rychleji a Soukalovou v cíli předstihla o tři desetiny sekundy. Ještě rychleji sprintovala Finka Kaisa Mäkäräinenová, ale českou reprezentantku o dvě sekundy nedostihla a dosáhla jen na třetí místo. Dařilo se i dalším českým závodnicím Veronice Vítkové i Evě Puskarčíkové, které udělaly po jedné chybě na střelnici a dojely na 9. a 20. místě.

### Stíhací závody
Do závodu mužů vybíhali tři naši závodníci v nadějných pozicích: Michal Šlesingr na 8., Michal Krčmář na 12. a Ondřej Moravec na 13. místě. Všichni zastříleli obě položky vleže čistě a kromě Krčmáře, který pomaleji běžel, se propracovávali dopředu. Po třetí střelbě se do čela závodu dostala pětice závodníků: norské trio Johannes Bø, Tarjei Bø a Emil Hegle Svendsen doplněné Rakušanem Simonem Ederem a Francouzem Martinem Fourcadem. Z nich poslední střelbu vstoje zvládl bez chyby jen Eder, který si tak s náskokem jel pro zlatou medaili. Šlesingr se díky poslední čisté střelbě dostal za druhého Fourcada a nečekaně dobře se jej držel. V cílové rovině se Šlesingr snažil ještě nastoupit, ale Fourcade druhou pozici nepustil. Přesto to byly pro Šlesingra první stupně vítězů po roce (naposledy na nich stál před rokem zde v Ruhpoldingu) a pro českou mužskou reprezentaci první medaile v této sezóně.
České ženy startovaly do závodu v podobně nadějných pozicích jako muži: nejvíce šancí to dávalo druhé Gabriele Soukalové. Ta od první střelby vedla, v předposledním kole dokonce s náskokem přes půl minuty. Při poslední položce však jednou chybovala. Naopak za ní jedoucí Laura Dahlmeierová střílela pomaleji, ale čistě; přesto odjížděla Soukalová ze střelnice s 13sekundovým náskokem. Němka však dokázala využít svých sil i znalosti trati a unavenou Soukalovou před posledním stoupáním předjela a zvítězila. Soukalová přesto udržela vedení ve světovém poháru. Dobře jela i Veronika Vítková, která rychlým během napravovala tři chyby na střelnici a posunula se na sedmé místo. Ještě rychleji běžela Lucie Charvátová, která se posunula z 42. startovní pozice na 20. místo v cíli a vybojovala si tak účast v nedělním závodu s hromadným startem.

### Závody s hromadným startem
Ondřej Moravec startoval sice až z šesté řady, ale čistou střelbou a taktickou jízdou se propracovával dopředu – po první střelbě byl čtvrtý a po druhé vedl. Také po třetí střelbě odjížděl Moravec první, ale jen s malým náskokem před Francouzem Martinem Fourcadem a Emil Hegle Svendsenem, kteří jej po chvíli předjeli. Moravec se rozhodl neakceptovat jejich tempo na poslední střelbu dojel několik sekund po nich. To se mu vyplatilo: zastřílel čistě a do posledního kola vyjel šest sekund za stejně dobře střílejícím Francouzem. Za Moravcem – který jako jediný ze 30 závodníků odstřílel všechny položky čistě – začal boj o další umístění, ale český reprezentant si kontroloval svou pozici a po více než roce stanul na stupních vítězů. Trenér Ondřej Rybář ocenil to, že Moravec byl schopen nejlépe vyhodnotit měnící se vítr během závodu. Bronzovou medaili získal Nor Tarjei Bø, který sice po poslední střelbě odjížděl na sedmé pozici, ale stáhl téměř 20sekundovou ztrátu na Simona Fourcada a před posledním stoupáním jej dokázal předjet. Z dalších českých reprezentantů dojel Michal Šlesingr jako 17. a Michal Krčmář, pro kterého to byl první závod s hromadným stratem v kariéře, skončil na 27. místě.
Závod žen provázelo bezvětří a mnoho závodnic proto při prvních střelbách vůbec nechybovalo. Gabriela Soukalová udělala při třetí a čtvrté střelbě po jedné chybě. Ve finiši oproti předchozímu závodu ještě dokázala nalézt síly a předjet bezchybně střílející Polku Magdalenu Gwizdońovou. Závod dokončila sedmá a udržela tak pozici vedoucí závodnice i do dalšího podniku světového poháru. Zpočátku se ještě lépe dařilo Veronice Vítkové, která se po druhé střelbě dostala do čela. Při další zastávce na střelnici však nezasáhla tři terče z pěti a propadla se do druhé poloviny závodnic. Toho využila bezchybně střílející Laura Dahlmeierová, která první místo udržela až do cíle. Evě Puskarčíkové se závod nepovedl běžecky – s jednou chybou dojela na 16. pozici, čímž se však posunula na 20. místo v průběžném pořadí.

## Pořadí zemí
| Pořadí | Země     | 1. místo | 2. místo | 3. místo | Celkově |
| ------ | -------- | -------- | -------- | -------- | ------- |
| 1.     | Německo  | 3        | 0        | 0        | 3       |
| 2.     | Francie  | 1        | 2        | 0        | 3       |
| 3.     | Norsko   | 1        | 1        | 3        | 5       |
| 4.     | Rakousko | 1        | 0        | 0        | 1       |
| 5.     | Česko    | 0        | 3        | 1        | 4       |
| 6.     | Finsko   | 0        | 0        | 1        | 1       |
| 7.     | Itálie   | 0        | 0        | 1        | 1       |
|        | Celkem   | 6        | 6        | 6        | 18      |

## Umístění na stupních vítězů

### Muži
| Disciplína                        | První místo          | Výkon   | Druhé místo     | Výkon   | Třetí místo         | Výkon   |
| Sprint (10 km)                    | Johannes Thingnes Bø | 21:57,5 | Tarjei Bø       | 22:00,5 | Emil Hegle Svendsen | 22:05,1 |
| Stíhací závod (12,5 km)           | Simon Eder           | 33:19,1 | Martin Fourcade | 33:23,3 | Michal Šlesingr     | 33:24,2 |
| Závod s hromadným startem (15 km) | Martin Fourcade      | 34:01,2 | Ondřej Moravec  | 34:14,9 | Tarjei Bø           | 34:30,9 |

### Ženy
| Disciplína                          | První místo             | Výkon   | Druhé místo              | Výkon   | Třetí místo         | Výkon   |
| Sprint (7,5 km)                     | Franziska Hildebrandová | 19:46,5 | Gabriela Soukalová       | 19:46,8 | Kaisa Mäkäräinenová | 19:48,8 |
| Stíhací závod (10 km)               | Laura Dahlmeierová      | 32:35,9 | Gabriela Soukalová       | 32:43,2 | Dorothea Wiererová  | 33:29,5 |
| Závod s hromadným startem (12,5 km) | Laura Dahlmeierová      | 33:17,7 | Marie Dorinová Habertová | 33:33,0 | Tiril Eckhoffová    | 33:39,6 |